# Баришніков Тарас Борисович
Тарас Борисович Баришніков (нар. 11 жовтня 2002 — пом. 9 лютого 2024) —
військовослужбовець, солдат Збройних сил України, учасник російсько-української війни. Кавалер ордена «За мужність» III ступеня (2024, посмертно).

## Життєпис
Тарас Баришніков народився 11 жовтня 2002 року в селі Залуччя на Коломийщині.
З 2010 року займався спортивною гімнастикою в Коломийській ДЮСШ. У 2020 році закінчив Коломийський ліцей № 1 імені Василя Стефаника.
Під час повномасштабного вторгнення він повернувся із закордону, щоб боронити рідну державу. Від 9 липня 2023 року ніс службу в 12-й бригаді спеціального призначення «Азов» Національної гвардії України, мав позивний «Леві». Тарас боронив Україну на посаді помічника гранатометника 1 відділення 3 взводу спеціального призначення 2 роти спеціального призначення 1 батальйону спеціального призначення військової частини 3057.
23 січня 2024 року зазнав важкого поранення під час виконання бойового завдання із забезпечення відсічі збройної агресії Російської Федерації на території Серебрянського лісництва в районі н.п. Діброва Сіверськодонецького району, Луганської області. Його життя намагались врятувати в госпіталі, але 9 лютого він помер.
Поховали Тараса Баришнікова в його рідному селі Залуччя.

## Нагороди
- орден «За мужність» III ступеня (19 червня 2024, посмертно) — за особисту мужність і самовідданість, виявлені у захисті державного суверенітету та територіальної цілісності України, вірність військовій присязі[5];
- Почесний громадянин Коломиї (22 серпня 2024, посмертно)  — за виняткову мужність і героїзм, виявлені у захисті державного суверенітету та територіальної цілісності України — учасникам бойових дій, які брали безпосередню участь у здійсненні заходів із забезпечення національної безпеки і оборони, відсічі і стримування збройної агресії Російської Федерації[6]

## Вшанування пам'яті
23 травня 2024 року на фасаді Коломийського ліцею № 1 імені Василя Стефаника встановлено пам'ятну дошку Тарасові Баришнікову. Також пам'ятна дошка в його честь встановлена на фасаді сільської школи в Залуччі.
15 березня 2025 року в Залуччі відбувся вечір пам'яті полеглому захиснику, приурочений Дню українського добровольця.